# Eugénio de Castro

Eugénio de Castro retratado por Félix Vallotton.

Eugénio de Castro e Almeida (Coímbra, 4 de marzo de 1869 - 17 de agosto de 1944) fue un escritor portugués.
Se graduó en Letras por la universidad de Coímbra y más tarde dio clases en la misma facultad. Colaboró con la publicación de las revistas Os insubmissos y Boémia nova, ambas seguidoras del Simbolismo francés. En 1890 entró en la historia de la literatura portuguesa con el lanzamiento del libro de poemas oaristos, marco inicial del Simbolismo en Portugal.
La obra de Eugénio de Castro puede dividirse en dos fases: en la primera, la fase simbolista, que corresponde a su producción poética hasta finales del siglo XIX, Eugénio de Castro presenta algunas características de la Escuela Simbolista, como el uso de rimas nuevas y raras, nuevas métricas, sinestesias, aliteraciones y vocabulario más rico y musical.
En la segunda fase, la neoclásica, que corresponde a los poemas escritos ya en el siglo XX, vemos un poeta que vuelve a la Antigüedad Clásica y al pasado portugués, revelando una cierta nostalgia, característica de las primeras décadas del siglo XX en Portugal.

## Obra
- O Anel de Policrates (El Anillo de Policrates)
- "Horas"
- "La sombra del cuadrante"